# Burgwall Wulfsahl
Der slawische Burgwall von Wulfsahl, einem Ortsteil der Gemeinde Karrenzin im Landkreis Ludwigslust-Parchim in Mecklenburg-Vorpommern, liegt zwischen den Ortschaften Karrenzin und Wulfsahl direkt an der L 83. Es handelt sich bei dem Bodendenkmal um eine ehemalige Wallburg in einer Niederung, die einen ovalen Durchmesser von ca. 75 Meter besaß. Die gut erhaltenen Wallreste sind noch bis zu drei Meter hoch und heute mit Büschen und Bäumen bewachsen. Die Burganlage hatte nur ein Tor, welches an der heutigen Landstraße liegt. Da die Burg in relativer Nähe zum Fluss Löcknitz (Elbe) liegt, kann in der Anlage eine Art Grenzbefestigung im Gebiet der Linonen vermutet werden, die in engem Kontakt mit den Obodriten standen. Möglicherweise residierte hier ein lokaler Adliger samt seinen Untergebenen. In den vergangenen Jahrhunderten wurde das Wallinnere als Acker genutzt.